# Các vụ tấn công Ouagadougou 2018
Vào ngày 2 tháng 3 năm 2018, có ít nhất tám chiến binh vũ trang đầy vũ trang đã tấn công các địa điểm quan trọng quanh Ouagadougou, thủ đô của Burkina Faso. Các mục tiêu bao gồm đại sứ quán Pháp và trụ sở của quân đội Burkina Faso .

## Bối cảnh
Sau cuộc nội chiến Libya năm 2011, các cuộc tấn công quân sự đã gia tăng do một lượng lớn vũ khí và máy bay chiến đấu từ Libya vào khu vực. Mali láng giềng phải đối mặt với cuộc xung đột ở Azawad đe dọa chia rẽ đất nước. Burkina Faso đã phải đối mặt với hai vụ tấn công chính ở thủ đô Ouagadougou trong những năm gần đây: Trong năm 2016, các vụ tấn công vào một khách sạn và nhà hàng làm 30 người thiệt mạng, trong đó có người nước ngoài; và trong năm 2017 các vụ tấn công tương tự làm 19 người thiệt mạng, kể cả người nước ngoài. Cả hai cuộc tấn công này đều được thực hiện bởi Al-Qaeda in the Islamic Maghreb.
Burkina Faso cũng phải đối mặt với một cuộc nổi dậy vào năm 2014 dẫn đến việc lật đổ Tổng thống Blaise Compaoré vào năm 2014.

## Vụ tấn công
Vào khoảng 10:00, những kẻ tấn công bắt đầu tấn công vào trụ sở quân đội, phát nổ một quả bom xe trong một nỗ lực rõ ràng nhằm nhắm mục tiêu một cuộc họp của các quan chức cao cấp. Vụ nổ đã phá hủy một phòng trong tòa nhà. Ngay sau khi cuộc tấn công vào trụ sở quân đội, các tay súng đã hội tụ tại đại sứ quán Pháp, trao đổi lửa với lực lượng an ninh địa phương và các lính đặc nhiệm Pháp. Viện Pháp, một tổ chức văn hoá nằm trong thành phố, cũng được nhắm mục tiêu theo một tuyên bố của đại sứ quán. Cảnh sát địa phương tin rằng "Hồi giáo cực đoan" là đằng sau cuộc tấn công, bao gồm việc sử dụng súng đạn và ít nhất một quả bom xe. Nhiều tay súng cũng được cho là mặc đồng phục quân đội. Theo Bộ trưởng Truyền thông Remy Danjuinou, 5 trong số các chiến binh đã bị giết tại đại sứ quán và ít nhất ba người khác đã thiệt mạng gần trụ sở quân đội. Ba mươi người đã bị giết và 85 người khác bị thương.
Ở phía tây thủ đô, khói nặng nề tăng lên từ phòng lục quân của quân đội, nơi các nhân chứng giấu tên báo cáo vụ nổ lớn. Windows đã bị phá vỡ ở đó và trong các tòa nhà xung quanh.

## Thủ phạm
Một ngày sau vụ tấn công, nhóm Jamaim Nasr al-Islam wal, Muslimin (JNIM), một nhóm liên kết của Al Qaeda ở Maghreb Hồi giáo do Iyad Ag Ghaly dẫn đầu đã nhận trách nhiệm về cuộc tấn công này, gọi đó là cuộc trả đũa cho cuộc tấn công trước đó trong chiến dịch Barkhane bởi quân đội Pháp ở miền bắc Mali.

## Phản ứng
- - Thủ tướng Paul Kaba Thieba lên án vụ khủng bố, gọi đây là hành động phản loạn[14] Trong một tuyên bố, Tổng thống Christian Kaboré nói rằng đất nước này lại trở thành "mục tiêu của các thế lực đen tối."[15].
- - Tổng thống Pháp Emmanuel Macron đã nói chuyện qua điện thoại với người đồng cấp Christian Kaboré gửi lời chia buồn và cam kết tiếp tục hỗ trợ quốc gia này[16] Ngoại trưởng Pháp Jean-Yves Le Drian thông báo rằng "đơn vị khủng hoảng" đã được thiết lập và nói rằng sự an ninh của người Pháp trong khu vực là "ưu tiên của ông."[17].
- - Bộ Ngoại giao Ả-rập Xê-út đã lên án cuộc tấn công này, đã chia buồn với các nạn nhân và nhắc lại việc nước này không chấp nhận khủng bố.[18]
- - Tổng thống Thổ Nhĩ Kỳ Recep Tayyip Erdogan nói trong một cuộc họp báo trong khi thăm viếng nước láng giềng Mali, "Chúng tôi mạnh mẽ lên án các vụ tấn công khủng bố diễn ra ở Ouagadougou."[19]
- - Tổng thư ký Liên Hợp Quốc António Guterres đã nói chuyện qua điện thoại với Tổng thống Kaboré, và bày tỏ sự đoàn kết với Burkina Faso cũng như "sự thông cảm sâu sắc của ông." Hội đồng Bảo an Liên Hợp Quốc gọi các cuộc tấn công là "man rợ và hèn hạ".[20]
- - Trong một tuyên bố lên án bạo lực gần đây tại Tây Phi, Nhà Trắng đã bày tỏ "sự đồng cảm sâu sắc nhất" với gia đình những người bị giết và tuyên bố rằng các vụ tấn công chỉ nhằm mục đích "củng cố quyết tâm của Hoa Kỳ."[21] Bộ Ngoại giao cũng đưa ra một lời khuyến cáo về du lịch, thúc giục người Mỹ tránh Burkina Faso do "khủng bố".[22]